# マルクス・ティティウス
マルクス・ティティウス（ラテン語: Marcus Titius、生没年不明）は紀元前1世紀中期・後期の共和政ローマ・帝政ローマの政治家・軍人。紀元前31年に補充執政官（コンスル・スフェクトゥス）を務めた。

## 出自
ほぼ無名のプレブス（平民）であるティティウス氏族。氏族が元老院階級となったのは、紀元前1世紀になってからである。ティティウスの父のプラエノーメンはルキウスである。母は紀元前42年の執政官ルキウス・ムナティウス・プランクスの姉または妹のため、プランクスの甥にあたる。

## 経歴
ティティウスが現存する資料に初めて登場するのは、カエサル暗殺後の紀元前43年のことである。第二回三頭政治（オクタウィアヌス、アントニウス、レピドゥス）がローマで権力を握り、プロスクリプティオ（粛清リスト）を作成したが、その中にはティティウスの父ルキウスも含まれていた。このため、父はシキリア属州のセクストゥス・ポンペイウスのもとに逃がれた。一方ティティウスは自身で艦隊を編成して西地中海で海賊行為を行い、特にエトルリア沿岸を略奪していた。紀元前40年、ティティウスはガリア・ナルボネンシス沖でセクストゥスの
海軍を指揮していたメナス敗れて捕虜となるが、父ルキウスに免じて解放されシキリアに連れて行かれた。
紀元前39年のミセヌム条約でセクストゥスと三頭政治が和睦すると、ティティウスもローマに戻った。おそらくは叔父プランクスの影響もあったと思われるが、ティティウスはアントニウスの同盟者になる。紀元前36年、ティティウスはアントニウスのパルティア遠征にクァエストル（財務官）として参加し、紀元前35年にはアシア属州の総督となった。彼の主な任務は、オクタウィアヌスに敗れてシキリアから追放され、東方属州に逃れたもののその意図が明確でないセクストゥスに対処することだった。ティティウスはセクストゥスに勝利するか、あるいは身柄をアレクサンドリアに滞在しているアントニウスに引き渡すことが求められた。結局セクストゥスが戦争を開始するが、ティティウスはガイウス・フルニウスと共に勝利した。セクストゥスは身柄の安全の保障と引き換えに降伏を申し出たが、ティティウスはこれを拒否した。結局セクストゥスは無条件で降伏した。ティティウスはミレトスに護送されたセクストゥスの暗殺を命じた。自身の判断であったとも、アントニウスあるいはプランクスの命令であったとも言う。
紀元前32年アントニウスとオクタウィアヌスの対立が激しくなり、再び内戦に発展する恐れがあった。ティティウスはプランクスとともにアントニウスを見限り、オクタウィアヌスについた。二人は以前に彼らが署名したアントニウスの遺言書の内容を語った。その内容には、アントニウスの葬儀をローマではなくアレクサンドリアで行うことや、アントニウスの財産のほとんどをクレオパトラとその子供たちに譲渡することなどが含まれていた。オクタウィアヌスはこれらの事実を反アントニウスのプロパガンダに利用した。
ローマに戻ってすぐのことであるが、ティティウスはポンペイウス劇場で催し物を企画したが、これは失敗に終わった。民衆はティティウスをセクストゥス・ポンペイウスの殺人者として憎しみをもって迎え、ティティウスは劇場を去らなければならなかった。紀元前31年、ティティウスはマルクス・ウァレリウス・メッサッラ・コルウィヌスの後を継いで、補充執政官を務めた（5月から9月まで）。この間にアクティウムの海戦（紀元前31年9月2日）に先立ち、ティティウスはティトゥス・スタティルス・タウルスと共に、陸上でアントニウス軍の騎兵に勝利している。その後、レガトゥス権限でシリア属州の総督を務めた。この任務において、ティティウスはパルティア王フラーテス4世から人質を受け取ったことが知られており（4人の息子と4人の孫）、また、ユダヤのヘロデ大王がローマに最後の旅をする前夜に会っている。これは紀元前13年または紀元前12年のことと推定される。ティティウスがどのくらいの期間シリア総督を務めたかは不明である。
碑文（CIL IX 5853）の記載から、ティティウスがポンティフェクス（神祇官）の一員であったことが分かる。

## 参考資料

### 古代の資料
- アッピアノス『ローマ史』
- ウェッレイウス・パテルクルス『ローマ世界の歴史』
- カッシウス・ディオ『ローマ史』
- プルタルコス『対比列伝』
- ストラボン『地理誌』

### 研究書
- Broughton R. Magistrates of the Roman Republic. - New York, 1952. - Vol. II. - P. 558.
- Münzer F. Titius // Paulys Realencyclopädie der classischen Altertumswissenschaft . - 1937. - Bd. II, 12. - Kol. 1554.
- Münzer F. Titius 15 // Paulys Realencyclopädie der classischen Altertumswissenschaft . - 1937. - Bd. II, 12. - Kol. 1558-1559.
- Münzer F. Titius 18 // Paulys Realencyclopädie der classischen Altertumswissenschaft . - 1937. - Bd. II, 12. - Kol. 1559-1562.